# Белтіуг (комуна)
Белтіуг (рум. Beltiug) — комуна у повіті Сату-Маре в Румунії. До складу комуни входять такі села (дані про населення за 2002 рік):
- Белтіуг (1320 осіб) — адміністративний центр комуни
- Болда (107 осіб)
- Гіріша (726 осіб)
- Джунджі (203 особи)
- Ретешть (689 осіб)
- Шандра (233 особи)

Комуна розташована на відстані 427 км на північний захід від Бухареста, 27 км на південь від Сату-Маре, 103 км на північний захід від Клуж-Напоки.

## Населення
За даними перепису населення 2002 року у комуні проживали 3278 осіб.
Національний склад населення комуни:
| Національність | Кількість осіб | Відсоток |
| -------------- | -------------- | -------- |
| румуни         | 1234           | 37,6%    |
| угорці         | 1094           | 33,4%    |
| німці          | 494            | 15,1%    |
| цигани         | 438            | 13,4%    |
| українці       | 18             | 0,5%     |

Рідною мовою назвали:
| Мова       | Кількість осіб | Відсоток |
| ---------- | -------------- | -------- |
| угорська   | 1779           | 54,3%    |
| румунська  | 1300           | 39,7%    |
| німецька   | 177            | 5,4%     |
| українська | 14             | 0,4%     |
| циганська  | 8              | 0,2%     |

Склад населення комуни за віросповіданням:
| Релігія        | Кількість осіб | Відсоток |
| -------------- | -------------- | -------- |
| римо-католики  | 1303           | 39,7%    |
| православні    | 1224           | 37,3%    |
| реформати      | 662            | 20,2%    |
| греко-католики | 37             | 1,1%     |
| п'ятдесятники  | 16             | 0,5%     |
| бретрени       | 13             | 0,4%     |
| не релігійні   | 4              | 0,1%     |
| адвентисти     | 2              | 0,1%     |
| баптисти       | 1              | < 0,1%   |